# Halloween (film, 1978)
Halloween (v Československu uváděn též pod názvem Předvečer svátků Všech svatých) je americký nezávislý kultovní hororový film, který natočil John Carpenter v roce 1978. Film pojednává o chlapci, který v šesti letech ubodal svou starší sestru k smrti a po patnácti letech se vrací, aby opět vraždil.
Později v roce 1979 vyšlo knižní zpracování tohoto filmu, jehož autorem je Curtis Richards. Novela ovšem pojednává pouze o charakteru hlavního protagonisty filmu Michaelu Myersovi.

## Děj
Děj filmu začíná dne 31. října 1963 a je zasazen do fiktivního města Haddonfield ve státě Illinois, kdy Michael Myers pozoruje skrze okno svou starší sestru Judith Myers a jejího přítele, který se s ní líbá v obývacím pokoji. Ten se Judith ptá, jestli jsou sami a Judith se po Michaelovi rozhlíží. Náhle se oba dva rozhodnou, že půjdou nahoru. Když Michael vidí, že se v Judithině pokoji zhasla světla, vchází do domu do kuchyně a bere si do rukou kuchyňský nůž. Když už jde Judithin přítel domů, Michael vchází do jejího pokoje a začne ji nožem opakovaně bodat do doby, než neupadne na zem. Poté vychází z domu ven se zakrváceným nožem v rukou a na místo přijíždí auto, z něhož vystupují Michaelovi rodiče. Jeho otec mu sundává masku, aby se přesvědčil, kdo je tento šestiletý chlapec a jsou náhle vyděšeni pohledem na něj.
Po incidentu je Michael přemístěn do sanatoria Smith's Grove, kde se o něj stará psychiatr jménem Samuel Loomis. Dne 30. října 1978 Loomis přijíždí do sanatoria pro Michaela, aby jej přivezl k soudnímu jednání, ale Michaelovi se podaří utéct, když Loomisovi ukradne jeho auto, se kterým odjede do Haddonfieldu. Během cesty zabije řidiče dodávky, aby si vzal jeho oblečení. Loomis se za ním vydává, aby zabránil dalším vraždám.
Následující den je Halloween — středoškolačka Laurie Strodeová si tmavě oblečeného Michaela s bílou maskou opakovaně všímá, prvně u své školy a po druhé na ulici. Její přátelé, Annie Brackettová a Lynda Van Der Klok, ji uklidňují. Později u Lauriina domu si Laurie Michaela všimne u dvorku. Překvapuje ji to a nemyslí si, že to je nějaký soused. Dr. Loomis zatím prochází hřbitov s hrobníkem, který jej doprovází až k hrobu zavražděné Michaelovy sestry Judith. Hrobník si ale všimne, že zmizel náhrobek a zjišťuje, že to byl náhrobek právě Judith. Později je místní šerif Leigh Brackett osloven Dr. Loomisem, aby se po Michaelovi porozhlédli.
Toho večera hlídá Laurie chlapce Tommyho Doyla a její kamarádka Annie zase dívku Lindsey Wallace hned naproti. Michael nějakou chvíli Annie pozoruje a zabíjí psa Lindsey. Annie později volá její přítel Paul, aby jej vyzvedla, a Annie odvádí Lindsey za Laurie a Tommym. Když Annie nastoupí do svého auta, Michael ji začne škrtit a zabije ji nožem. Tommy Doyle později z domu zpozoruje Michaela, jak tělo Annie nese zpět do jejího domu. Myslí si, že Michael je "bogeyman" a snaží se upozornit Laurie, která Tommyho představy vyvrací. Později Lynda a její přítel Bob vstupují do domu, aniž by tušili, že se v něm nachází i Michael. Ten Boba zabije a pověsí na zeď připevněného nožem. Lyndu uškrtí kabelem od telefonu, z něhož právě volala Laurie, a ta je situací znepokojená.
Vstoupí tedy do domu a uvidí mrtvá těla svých přátel, které Michael zabil a schoval. Ukradený náhrobek Judith položil za hlavu Annie. Najednou je Laurie napadena a spadne dolů ze schodů. Z domu uteče a snaží se najít pomoc. Nakonec utíká zpět do domu, ve kterém hlídá Tommyho a Lindsey, ale dveře jsou zamčené a tak volá na Tommyho, aby ihned otevřel dveře, zatímco Michael pomalu kráčí k domu. Naštěstí Tommy dveře otevře včas a pustí Laurie dovnitř. Ta navede děti, aby se schovali. Později ji Michael v obývacím pokoji napadne, ale Laurie jej bodne do krku jehlou na pletení.
Utíká nahoru do pokoje a zamkne se v šatníku, avšak Michael udělá díru do dveří. Laurie bodne Michaela do hrudi jeho vlastním nožem. Ten zkolabuje a Laurie opouští šatník. Tommy a Lindsey zatím utíkají z domu pryč, přičemž je zahlédne Dr. Loomis, který má náhle podezření, že Michael bude v onom domě. Michael vstává a pokouší se Laurie uškrtit, ale Dr. Loomis ji včas zachrání. Střelí jej šestkrát do hrudi a Michael padá z druhého patra domů na trávník.
Když se Dr. Loomis podívá z balkónu ven, Michaelovo tělo tam již není. Laurie začne vzlykat. Za zvuku Michaelova těžkého oddechování film končí.

## Obsazení

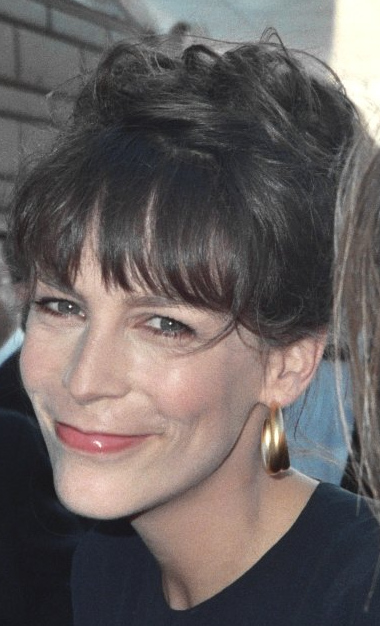
Jamie Lee Curtis, představitelka hlavní role Laurie Strodeové

| Jamie Lee Curtis                     | Laurie Strodeová     |
| Nick Castle, Tony Moran, Will Sandin | Michael Myers        |
| Donald Pleasence                     | Dr. Samuel Loomis    |
| P. J. Soles                          | Lynda van der Klok   |
| Nancy Loomis                         | Annie Brackett       |
| Charles Cyphers                      | Šerif Leigh Brackett |
| Kyle Richards                        | Lindsey Wallace      |
| Brian Andrews                        | Tommy Doyle          |
| Nancy Stephens                       | Marion Chambers      |
| John Michael Graham                  | Bob Simms            |
| Mickey Yablans                       | Richie               |
| Brent Le Page                        | Lonnie Elamb         |
| Arthur Malet                         | hrobník              |
| Adam Hollander                       | Keith                |
| Robert Phalen                        | Doktor Terence Wynn  |

## Soundtrack
Soundtrack k filmu složil John Carpenter za pouhé 4 dny.
| Pořadí | Název                      | Délka |
| ------ | -------------------------- | ----- |
| 1.     | Halloween Theme Main Title | 2:55  |
| 2.     | Laurie's Theme             | 2:05  |
| 3.     | Shape Escapes              | 1:43  |
| 4.     | Myers' House               | 5:35  |
| 5.     | Michael Kills Judith       | 3:11  |
| 6.     | Loomis And Shape's Car     | 3:32  |
| 7.     | The Haunted House          | 3:33  |
| 8.     | The Shape Lurks            | 1:35  |
| 9.     | Laurie Knows               | 3:02  |
| 10.    | Better Check The Kids      | 3:26  |
| 11.    | The Shape Stalks           | 3:07  |

## Natáčení

### Produkce
Film byl natočen za 21 dní, přičemž se stal nejvýdělečnějším filmem své doby. Původně se počítalo s názvem „The Babysitter Murders“, kdy by se vraždy množily v několika dnech, ale samotný rozpočet filmu s časovým omezením tvůrce donutil zasadit děj do jednoho jediného dne — Halloween. Natáčelo se v Haddonfieldu ve státě New Jersey, ale děj filmu je zasazen do státu Illinois, kde se žádný Haddonfield nevyskytuje. Název Haddonfield vybrala producentka a scenáristka Debra Hill, která se v Haddonfieldu narodila.

### Herci
Herci mají ve filmu na sobě své vlastní oblečení, přičemž pro Jamie Lee Curtis, která si zahrála hlavní roli Laurie Strodeovou, to byl debut a zároveň byla jediným teenagerem z dívek, které se natáčení účastnily. John Carpenter ještě před volbou Jamie Lee uvažoval o herečce Anne Lockhart. Do role Michaela Myerse obsadil John Carpenter svého kamaráda Nicka Castle, který s ním chodil na University of Southern California. Mimo něj také Tonyho Morana či Willa Sandina. Roli Dr. Samuela Loomise nabídli Christopheru Lee a Peteru Cushingovi, ale oba dva nabídku odmítli, až na roli přistoupil britský herec Donald Pleasence.

## Pokračování
Film se dočkal celkem sedmi dalších pokračování, z nichž děj hned následujícího filmu Halloween 2 navazuje přesně na konec tohoto filmu. Režisér John Carpenter uvolnil křeslo režiséra v pokračování režiséru Ricku Rosenthalovi. Na výrobě filmu se Carpenter přesto podílel. Následujícím dílem v sérii je Halloween 3, který režíroval Tommy Lee Wallace. Film ale nepojednává o předchozích postavách a děj je nesouvisející. Dalším filmem navazující na události prvních dvou filmů je Halloween 4: Návrat Michaela Myerse režiséra Dwighta H. Little, který jej natočil v roce 1988. I přesto se děj tohoto dílu trochu odchyluje od Laurie Strodeové (hlavní role původního filmu a jeho pokračování). Michael Myers, který leží v kómatu, se cestou při převozu v sanitce probudí a dozví se o své devítileté neteři Jamie Lloydové, pro kterou si následně přijde. Policii se to ovšem podaří dvakrát Michaelovi překazit. Na scénu se Laurie Strodeová znova objevila ve filmu Halloween: H20 v roce 1998, který natočil Steve Miner. Děj filmu se však nijak k předchozím filmům o Jamie Lloydové nevztahuje. Michael se rozhodl po dvaceti letech si pro Laurie přijít na její pracoviště v Kalifornii.

## Remake
V roce 2007 natočil Rob Zombie stejnojmenný remake filmu — Halloween (i jeho sequel). Jedná se o úplné převyprávění původního námětu a zároveň Rob Zombie tvrdí, že se o remake nejedná. Chce prý ukázat, co v hlavním antagonistovi Michaelu Myersovi doopravdy je. Film se od původního snímku odchyluje, hlavně proto, že Zombie tvrdí, že ve filmu nelze spatřit ani kapku krve. Jeho remake je rozdílný především v extrémní násilnosti a krvavosti a odhaluje patologicky narušené mysli Michaela Myerse.